# Ernest Artič
Ernest Artič, slovenski slikar, 1957, Celje.
Artič je diplomirani slikar in likovni ustvarjalec, ki se ukvarja s slikarstvom, fotografijo, kiparstvom in filmskim eksperimentiranjem.
Likovno umetnost je začel spoznavati v devetdesetih letih dvajsetega stoletja. S članstvom in aktivnim delom pri DLLU Mavrica v Rogaški Slatini, si je ustvaril pogoje in tlakoval pot k pridobivanju teoretičnega in praktičnega znanja o slikarstvu.
V zborniku 10 poletnih likovnih kolonij Rogatec-Strmol (2016), v Rogatcu (Likovna kolonija 2016, Dvorec Strmol, Pot k ribniku 6, Rogatec - 26.8.16 ob 19.00 (napovednik.com)), je slikar predstavljen, kot umetniški ustvarjalec, katerega dela lahko smatramo kot dobrodošla posebnost na domači likovni sceni, saj izhaja iz fotografije, s katero si je pridobil dragocena osnovna znanja iz obvladovanja likovnih elementov, kompozicija, svetloba, barvna razmerja in občutek za kadriranje motivov. Močan vpliv na njegove slikarske upodobitve, ki se jim posveča od konca devetdesetih let, je razviden tudi v nagnjenju do fotomontiranja, še posebej v smislu vključevanja podobe v podobo.
Svojo likovno izobrazbo je Ernest Artič leta 2012 nadgradil z diplomo na  Šoli za risanje in slikanje Ljubljana, Arthouse, z naslovom, Ohranjanje kulturne dediščine na slikah slikarjev avtodidaktov, pri doc. mag. Mladenu Jernejcu  in prof. dr. Ernestu Ženku. Iluzionistični prizori, ki jih tudi sam izvaja, na primer v zgodnjem nadrealističnem ciklu Sedem čudes Slovenije ali pa v najnovejših, skoraj pop-artovskih abstrakcijah, tako ali drugače povezanih z vodo, je nadgradil s serijo štiridesetih slik o Donački gori, gori več imen, ki je močno povezana z bližnjo okolico in kraji, posebej z Rogatcem, slikarjevim domačim krajem.
Za razstavo desete kolonije v Rogatcu je slikar ustvaril nenavadno, močno geometrijsko stilizirano veduto v rdečem in zelenem koloritu na dvojnem, večjem in manjšem kvadratnem nosilcu, pri čemer je upodobil hiše, cerkvi, griče in drevesa s pomočjo lesenih paličic, ki jih je zlomil do ustreznih velikosti, posredujoč tako likovni celoti nizkoreliefno učinkovanje.
Slike iz poštudijskega opusa razkrivajo minimalistični pristop in v ospredje prinašajo proučevanje čistega likovnega jezika. Čistost pripada oblikovnim rešitvam, ki sežejo celo v sfere izrazito geometrijskih principov, usmerjenih predvsem h kvadratu in h krogu, pa tudi k barvnim vrednostim, ki jih avtor maksimalno homogenizira in tako dosega njihovo monokromijo.
V recenziji ob otvoritvi razstave v Predjamskem gradu, je Anamarija Stibilj Šajn, umetnostna zgodovinarka in likovna kritičarka med ostalim zapisala, da je celoten opus Ernesta Artiča suveren prenos likovne teorije v prakso, je udejanjanje Chagallove misli, da je barva vse in Malevičeve, da ja bistvo slikarstva. Je ustvarjalno soočanje s »kolorističnimi« prepričanji Vasilija Kandinskega in še bi lahko naštevali. A prenos teorije v likovno nazorno vizualizacijo za Artiča ni le metjejstvo, temveč likovno življenje, saj je v telesu slike čutiti utripanja njegove osebne biti, je zaznati prisotnost njegovih misli, doživetij in čutenj. Čeprav avtor rad poenostavlja pripovedno imaginacijo, so njegova dela zgovorna in premorejo (p)oseben in pomenljiv nagovor. (konec citata)
V letu 2023 se je s samostojno razstavo predstavil v Galeriji DLUM, kjer je razstavljal abstraktne slike v tem letu končanega opusa.
V katalogu 3.meddruštvene razstave DLUD, DLUM, DLUPP,DLUSP IN LDK v Lokarjeva galerija, Ajdovščina je dipl. prof. umetnostne zgodovine Olga Butina Čeh zapisala "... Ernest Artič se večplastno podaja v svet svojega likovnega diskurza. Iluzionnistični prizori iz cikla Sedem čudes Slovenije se nadaljujejo v abstraktni geometriji in skoraj v popartističnih slikah, ki jih postavi na ogled. Iluzionistična igra barv in ploskev , se kaže ravno pri postavljanju barv. Danes je ta oblika umetnosti aktualnejša kot kdaj koli prej in ravno zato so avtorjeva dela , ki se osredotočajo na uporabo abstrakcije tako pomembna."
Ernest Artič je član DLUM Maribor, neformalne skupine Dvanajst in Društva likovnikov Rogatec.
Ustvarjalni atelje ima v Rogatcu. Razstavlja samostojno in skupinsko. 